# San Martín Rinconada
San Martín Rinconada är en ort i Mexiko.   Den ligger i kommunen Mazapiltepec de Juárez och delstaten Puebla, i den sydöstra delen av landet, 160 km öster om huvudstaden Mexico City. San Martín Rinconada ligger 2 354 meter över havet och antalet invånare är 848.
Terrängen runt San Martín Rinconada är kuperad söderut, men norrut är den platt. Runt San Martín Rinconada är det tätbefolkat, med 397 invånare per kvadratkilometer. Närmaste större samhälle är San Salvador El Seco, 2,9 km öster om San Martín Rinconada. Trakten runt San Martín Rinconada består till största delen av jordbruksmark.